# Al-Inshirah
Al-Inshirah “O Conforto” (do árabe: الإنشراح) é a nonagésima quarta sura do Alcorão e tem 8 ayats.